# Linus Gulldén
Linus Gulldén, tidligere Linus Persson, (født 31. juli 1988) er en svensk tidligere håndboldspiller, der spilte for CSM Bucuresti. Han spilte i klubben i 2015.
Han er gift med den svenske landsholdsspiller Isabelle Gulldén.